# Copaifera coriacea
Copaifera coriacea är en ärtväxtart som beskrevs av Carl Friedrich Philipp von Martius. Copaifera coriacea ingår i släktet Copaifera, och familjen ärtväxter.

## Underarter
Arten delas in i följande underarter:
- C. c. coriacea
- C. c. macrophylla